# ستيف هارتمان
ستيف هارتمان (بالإنجليزية: Steve Hartman)‏ هو معلق رياضي أمريكي، ولد في 4 يوليو 1958.